# 레너드 로빈슨
레너드 로빈슨(Leonard Robinson)은 미국의 배우, 텔레비전 배우이다.

## 어린 시절
레너드 로빈슨은 오하이오주 클리블랜드에서 태어나 코네티컷주 댄버리에서 자랐다. 그는 1994년 댄버리 고등학교를 졸업하고 클래스 LL 주 챔피언 레슬링 선수로 활동했다. 로빈슨은 세서미 스트리트를 보면서 연기에 대한 초기 영감을 얻었다.

## 교육
로빈슨은 하워드 대학교에서 경영 정보 시스템 분야의 경영학 학위를 취득했다. 그는 하워드에 다니면서 첫 공식 연기 과정을 수강했다.

## 영화
- 스피드-데이팅 (2010년)
- 미스터 & 미세스 스미스
- 라이프 오브 크라임
- 쿠폰의 여왕

## 텔레비전
- 타이라 뱅크스 쇼
- 도전! 슈퍼모델
- 크리미널 마인드
- 특수범죄 전담반
- 데스 밸리 (드라마)
- NCIS (드라마)
- 팍스 앤 레크리에이션
- NCIS: 로스앤젤레스
- 로스우드 (드라마)
- 콜로니 (드라마)
- 영 쉘든